# KTP-Laser
Ein KTP-Laser (Herstellerbezeichnung GreenLight) ist ein auf Kaliumtitanylphosphat (KTP) basierendes Laserskalpell. Er wird eingesetzt bei Operationen von Prostatavergrößerungen, die auch benigne Prostatahyperplasie (BPH) genannt werden. Über ein fiberoptisches endoskopisches System, das Cystoskop, wird ein Laserstrahl in das Behandlungsgebiet geleitet, um dort das zu entfernende Gewebe zu verdampfen. Das Laserlicht ist grün mit einer Wellenlänge von 532 nm. Das Licht dieser Wellenlänge wird vom roten Hämoglobin besonders stark, von Wasser aber nur minimal absorbiert, wodurch eine sogenannte PVP, die Photoselektive Vaporisation der Prostata ermöglicht wird.

## Geschichte
Das Verfahren wurde von der Mayo-Klinik zusammen mit der Firma Laserscope aus San Jose/Kalifornien entwickelt. In Deutschland sind KTP-Laser seit 2002 im Einsatz. Die Geräte der ersten Generation haben eine Laserleistung von 80 Watt, die zweite Generation hat diodengepumpte Festkörperlaser mit einer Leistung von 120 Watt, die dritte Generation arbeitet mit 180 Watt und kommt seit 2010 in Deutschland zum Einsatz.

## Anwendung
Die Therapie mit einem KTP-Laser ist eines von vielen Laserverfahren, die derzeit bei BPH eingesetzt werden. Weitere Laserverfahren verwenden Wellenlängen im Infrarotbereich, zum Beispiel der Holmium:YAG-Laser mit 2,1 µm Wellenlänge, der Thulium-Laser je nach Ausführung mit 1,9–2,0 µm Wellenlänge und der Diodenlaser je nach Ausführung mit 940–1300 nm Wellenlänge. Weil das entfernte Gewebe bei der Photo-selektiven Vaporisation mithilfe des KTP oder LBO (Lithium-Borat-Laser) vaporisiert und verdampft, steht es für die feingewebliche, histologische Untersuchung auf Vorhandensein von Prostatakrebs nicht zur Verfügung. Dies gilt für alle vaporisierenden Lasertechniken, auch für die Dioden-Laser-Vaporisation.
Bei anderen Lasertechniken wie zum Beispiel der HoLEP Holmium-(Ho:YAG)-Laser-Enukleation der Prostata, der ThuVEP Thulium-(Tm:YAG)-Laser-Vapoenukleation der Prostata, der ThuLEP (Tm:YAG)-assistierten Laser-Enukleation der Prostata sowie der klassischen monopolaren Hochfrequenz (HF) transurethralen Resektion der Prostata (TUR-P) und der bipolaren TUR-P ist die Untersuchung auf ein Prostatakarzinom am Resektat, dem entfernten Gewebe möglich.

## Vor- und Nachteile
Der Vorteil des Verfahrens gegenüber einer konventionellen transurethralen Resektion der Prostata ist laut Studien des Herstellers ein sehr geringes Blutungsrisiko, so dass auch Patienten unter Antikoagulantientherapie behandelt werden können. Bei der Behandlung mit einem KTP-Laser kann, wie französische Forscher im Mai 2010 in einer Studie veröffentlicht haben, die Gefahr einer post-operativen erektilen Dysfunktion bestehen.